# 스마라토르그 타워
스마라토르그 타워(아이슬란드어: Smáratorg)는 아이슬란드 코파보귀르에 위치한 사무용 건물이다. 2023년 기준 아이슬란드의 최고층 건물이다.
건물은 스마랄린드 쇼핑몰이 위치한 코파보귀르 스마라베르피구에 위치해있다. 높이는 77.6m이고 층수는 20층이다. 아이슬란드의 건설사인 자브레크와 아르키스가 건설했다.
현재 국제 회계사인 딜로이트의 아이슬란드 지부로 사용중이다.

## 같이 보기
- 아이슬란드의 마천루 목록